# Vid (keresztnév)
A Vid régi magyar utónév, a latin Vitus név délszláv eredetű alakja.

## Rokon nevek
- Vida:[1] a Vid régi magyar alakváltozata.[2]
- Vidos:[1] a Vid névnek a régi magyar -s kicsinyítőképzős változata.[2]
- Víd:[1] a Vid alakváltozata.

## Gyakorisága
Az 1990-es években a Vid, Víd, Vida és a Vidos szórványos név, a 2000-es években nem szerepelnek a 100 leggyakoribb férfinév között.

## Névnapok
Vid, Vida, Vidos
- június 15.[2]

## Híres Videk
„Vid” utónevű személyek szócikkeinek listája a Wikidata alapján